# Apokrisiar
Ein Apokrisiar (griechisch ἀποκρισιάριος apokrisiarios, sinngemäß „einer, der die Antwort überbringt“) ist ein Beauftragter eines Klosters oder eines kirchlichen Würdenträgers.
Der Apokrisiar ist heutzutage am ehesten vergleichbar mit einem Nuntius, also einem Dauerbeauftragten oder Botschafter vor Ort (im Gegensatz zu einem Legaten, der als Sondergesandter für bestimmte Missionen fungiert).
Im Mittelalter waren in Herrscherhäusern des Öfteren Apokrisiare eingestellt als kirchliche Beauftragte und Berater in (kirchen)politischen Angelegenheiten.